# 日曜映画劇場
以下の『日曜映画劇場』を本項で詳述する。
1. フジテレビ系列局で放送されていたフジテレビ製作の映画番組。
2. 日本テレビ、読売テレビ、札幌テレビ、福岡放送で放送されていた日本テレビ製作の映画番組。「大衆とともに25年・沿革史」調査で、2期有った事が判明[要ページ番号]。

## フジテレビ版
本節で解説する『日曜映画劇場』（にちようえいがげきじょう）は、1967年10月1日から1968年9月29日、および1969年2月2日から同年3月30日までフジテレビ系列局で放送されていたフジテレビ製作の映画番組である。
放送作品はすべて日本映画で、勝新太郎や八代目市川雷蔵主演の大映作品、二代目大川橋蔵や市川右太衛門主演の東映作品、石原裕次郎や吉永小百合主演の日活作品が多かった。

### 放送時間
いずれも日本標準時。

#### 第1期
- 日曜 19:30 - 20:56 （1967年10月1日 - 1968年3月31日）
- 日曜 20:00 - 21:26 （1968年4月7日 - 1968年9月29日）

#### 第2期
- 日曜 19:30 - 20:56 （1969年2月2日 - 1969年3月30日）

### 放送作品一覧

#### 第1期
1. 世界大戦争
2. 美女と液体人間
3. サザエさんの青春
4. 江戸っ子肌
5. 鉄火場の風
6. サザエさんの婚約旅行
7. 上を向いて歩こう
8. 若き日の次郎長 東海の顔役
9. 雪之丞変化（勝新太郎版）
10. 若君千両傘
11. 鶯城の花嫁
12. 海賊八幡船
13. 水戸黄門（中村錦之助版）
14. 旗本退屈男 謎の暗殺隊
15. 座頭市物語
16. 続・座頭市物語
17. 天保水滸伝
18. 青い山脈（吉永小百合版）
19. 花と竜
20. 忍びの者
21. 続・忍びの者
22. 社長道中記
23. 赤い蕾と白い花
24. 新・座頭市物語
25. 眠狂四郎殺法帖
26. 座頭市兇状旅
27. 雨の中に消えて
28. 東海一の若親分
29. 半七捕物帖 三つの謎
30. あした晴れるか
31. キューポラのある街
32. 続・社長道中記
33. 世界を賭ける恋
34. 第三の影武者
35. 殿さま弥次喜多 捕物道中
36. 旗本退屈男 謎の大文字
37. 独眼竜政宗
38. 男なら夢を見ろ
39. ロマンス娘
40. 旗本退屈男 謎の七色御殿
41. 独立愚連隊
42. 独立愚連隊西へ
43. 紫頭巾
44. 京洛五人男
45. 明日は明日の風が吹く
46. 山田長政 王者の剣
47. 雪之丞変化（長谷川一夫版）
48. 闘牛に賭ける男
49. 座頭市千両首
50. 素浪人百万石
51. 右京之介巡察記

#### 第2期
1. 座頭市喧嘩旅[1]
2. 紫右京之介 逆一文字斬り
3. 座頭市あばれ旅
4. 喧嘩道中
5. 緋ざくら大名
6. 新・忍びの者
7. 大江戸の侠児
8. 忍びの者 霧隠才蔵

参考：『朝日新聞』朝日新聞社、ラジオ・テレビ欄。

## 日本テレビ版
本節で解説する『日曜映画劇場』（にちようえいがげきじょう）は、1968年5月5日から日本テレビと読売テレビで、1970年代から札幌テレビと福岡放送で放送されていた日本テレビ製作の映画番組である。どちらも1992年9月13日まで放送されていた。
こちらも放送作品はおおむね日本映画だった。トリミング版放送時には、一旦画面の下に「この映画は、劇場用映画をテレビ放送に直したものです」とテロップを添えた上で放送した。

### 放送期間
いずれも日本標準時。読売テレビでは『日曜スペシャル』とのセットで放送されていた。
- 日曜 15:45 - 17:10 （1968年5月5日 - 1969年3月）
- 日曜 15:30 - 17:00 （1971年4月 - 1974年3月）
- 日曜 15:45 - 17:10 （1974年4月 - 1982年3月21日）
  - 日本テレビ・札幌テレビ（関東ローカルおよび北海道ローカル）の場合、番組オープニングテーマは、レイモン・ルフェーブル「Comme J'ai Toujours Envie D'Aimer（邦題『恋に祈りを』）」だった。同音楽動画
  - 14:15に『（キリン）日曜スペシャル』が新設され、17:00の『NNN日曜夕刊』と17:15の『天気予報』の18時台移動に伴い、枠移動。
- 日曜 15:30 - 17:00 （1982年4月4日 - 1992年9月13日）
  - 『新婚さん!目方でドン!』（日曜12:00 - 12:55）設置に伴い、『NNN昼のニュース』『TVジョッキー日曜大行進』『（キリン）日曜スペシャル』『NNNニューススポット』と共に15分繰上げ。

なお1971年以降の第2期は、時によっては直前の『（キリン）日曜スペシャル』を休止して、繰上げ放送する日もあった。また1978年以降、大型特別番組『24時間テレビ 「愛は地球を救う」』編成の際は休止された。

### 内容
1970年代までは東宝の怪獣映画が多かったが、1980年代からは東宝のコメディ映画がメインになった。

## 参考資料
- 『毎日新聞』毎日新聞社、ラジオ・テレビ欄。[どれ?]
- 『朝日新聞』朝日新聞社、ラジオ・テレビ欄。[どれ?]
- 『読売新聞』読売新聞社、ラジオ・テレビ欄。[どれ?]（日本テレビ版）

| フジテレビ系列 日曜19:30枠 | フジテレビ系列 日曜19:30枠                              | フジテレビ系列 日曜19:30枠 |
| 前番組 | 番組名                                                  | 次番組 |
| --- | ------------------------------------------------------- | --- |
| 爆笑ヒットパレード （1967年7月2日 - 1967年9月24日） ※19:00 - 20:00うちの大物 （1967年4月16日 - 1967年9月24日） ※20:00 - 20:56                                                                    | 日曜映画劇場（第1期） （1967年10月1日 - 1968年3月31日） | クレオくん （1968年4月7日 - 1968年6月30日） ※19:30 - 20:00日曜映画劇場（第1期） （1968年4月7日 - 1968年9月29日）                               |
| フジテレビ系列 日曜20:00枠 |                                                         | |
| 日曜映画劇場（第1期） （1967年10月1日 - 1968年3月31日） ※19:30 - 20:56芸能トピックス ※20:56 - 21:00 【日曜21:26枠へ移動】お嬢さん （1967年10月8日 - 1968年3月31日） ※21:00 - 21:30               | 日曜映画劇場（第1期） （1968年4月7日 - 1968年9月29日）  | 風来坊 （1968年10月6日 - 1969年1月26日） ※20:00 - 20:56FNNニュース ※20:56 - 21:00あひるヶ丘77 （1968年10月6日 - 1969年3月30日） ※21:00 - 21:30 |
| フジテレビ系列 日曜19:30枠 |                                                         | |
| 東京ぼん太ショー （1968年10月6日 - 1969年1月26日） ※19:00 - 19:56 【26分縮小して継続】芸能トピックス ※19:56 - 20:00 【日曜20:56枠へ移動】風来坊 （1968年10月6日 - 1969年1月26日） ※20:00 - 20:56 | 日曜映画劇場（第2期） （1969年2月2日 - 1969年3月30日）  | どろろ ↓ どろろと百鬼丸 （1969年4月6日 - 1969年9月28日） ※19:30 - 20:00渥美清の父ちゃんがゆく （1969年4月6日 - 1969年6月29日） ※20:00 - 20:56  |

| 日本テレビ 日曜15:45枠 | 日本テレビ 日曜15:45枠                                  | 日本テレビ 日曜15:45枠 |
| 前番組 | 番組名                                                  | 次番組 |
| --- | ------------------------------------------------------- | --- |
| サンデープレゼント （1958年3月 - 1968年3月） ※14:30 - 16:00 【15分縮小して継続】カアちゃんがんばれ （1967年10月1日 - 1968年3月31日） ※16:00 - 16:30 【日曜12:15枠へ移動】笑点 （1966年5月15日 - 1968年4月28日） ※16:30 - 17:10 【日曜17:20枠へ移動】チャンピオンズゴルフ ※17:10 - 不明 | 日曜映画劇場（第1期） （1968年5月5日 - 1969年3月）      | ワイドトピックス ※15:45 - 16:00宇宙大作戦 （1969年4月27日 - 1970年1月11日） ※16:00 - 16:55ガイド ※16:55 - 17:00NNN日曜夕刊 ※17:00 - 17:15 【日曜17:10枠から移動】 |
| 日本テレビ 日曜15:30枠 |                                                         | |
| ママと気まぐれ幽霊 ※15:30 - 16:00スパイ専科'70 ※16:00 - 不明 | 日曜映画劇場（第2期） （1971年4月 - 1974年3月）         | 日曜スペシャル （1974年4月14日 - 1982年3月） ※14:15 - 15:40NNNニューススポット ※15:40 - 15:45日曜映画劇場（第2期） （1974年4月 - 1982年3月21日） ※15:45 - 17:10   |
| 日本テレビ 日曜15:45枠 |                                                         | |
| 日曜映画劇場（第2期） （1971年4月 - 1974年3月） ※15:30 - 17:00NNN日曜夕刊 ※17:00 - 17:15 【日曜18:00枠へ移動】 | 日曜映画劇場（第2期） （1974年4月 - 1982年3月21日）     | 日曜映画劇場（第2期） （1982年4月4日 - 1992年9月13日） ※15:30 - 17:00ビバ!ジャイアンツ （1982年4月4日 - 1983年9月25日） ※17:00 - 17:15                            |
| 日本テレビ 日曜15:30枠 |                                                         | |
| 日曜スペシャル （1974年4月14日 - 1982年3月） ※14:15 - 15:40NNNニューススポット ※15:40 - 15:45日曜映画劇場（第2期） （1974年4月 - 1982年3月21日） ※15:45 - 17:10 | 日曜映画劇場（第2期） 0（1982年4月4日 - 1992年9月13日） | 単発特別番組枠 |